# Wapen van Ierland
Het wapen van Ierland bestaat uit een enkel wapenschild dat een gouden harp met zilveren snaren op een blauwe achtergrond toont. De harp is al eeuwenlang het symbool van het Ierse eiland en is dat sinds de onafhankelijkheid (1921) ook van de staat Ierland.

## De Ierse harp
De harp is een cláirseach, de traditionele Ierse harp. Deze is al sinds de 13e eeuw een Iers symbool en werd door de koningen John en Edward I al op munten gebruikt. Soms wordt ernaar verwezen als de harp van Brian Boru, hoge koning van Ierland (zie onder Harp van Brian Boru).
De harp werd door de Ierse Vrijstaat als staatsembleem gekozen en op het grootzegel van de Ierse Vrijstaat geplaatst. Nadat de Ierse Grondwet werd aangenomen bleef de harp het nationale symbool. Het huidige wapen werd officieel vastgelegd op 9 november 1945.

Het Royal Coat of Arms van het Verenigd Koninkrijk toont in het derde kwartier de Ierse harp

De afbeelding van de harp staat op Ierse munten, paspoorten en officiële staatsdocumenten. Ze staat ook centraal op de zegels van de president, de Taoiseach, de Tánaiste, ministers en andere bestuurders. Het bekende Ierse bier Guinness gebruikt ook een harp in het logo van het bedrijf, maar in spiegelbeeld, en er wordt ook een bier gebrouwen dat Harp heet.

## Royal Coat of Arms of Ireland
Het symbool van de harp werd gebruikt om Ierland te symboliseren in de koninklijke standaard van koning Jacobus I van Schotland, Engeland en Ierland in 1603 en wordt sindsdien gebruikt op alle Engelse, Britse en gerelateerde koninklijke standaarden, alhoewel de stijl van de harp mede onder invloed van politieke gebeurtenissen nog weleens veranderde. Het huidige Britse wapen is in gebruik sinds de troonsbestijging van koningin Victoria in 1819. De koninklijke wapens, zowel die van Engeland, Wales en Schotland, maar ook het wapen van Canada, tonen in het derde kwartier van het wapenschild een harp.

## Harp van Brian Boru
De harp van Brian Boru, ook bekend als harp van Trinity College of simpelweg de Brian Boru, is de oudst bekende clàrsach. Ze gaat terug tot eind 14e eeuw en staat tentoongesteld in de Long Room van de bibliotheek van Trinity College. De harp is vernoemd naar Brian Boru, Hoge Koning van Ierland, maar aangezien hij zo'n vierhonderd jaar voor de harp gemaakt werd stierf, was hij er geen eigenaar van. De harp staat afgebeeld op Ierse euromunten, ontworpen door Jarlath Hayes.